# Mohammad al-Salhúb
Mohammad Bander al-Salhúb (arabul: محمد الشلهوب; Mekka, 1980. december 8. –) szaúd-arábiai válogatott labdarúgó.

## Pályafutása

### Klubcsapatban
1998 és 2020 között az El-Hilál csapatában játszott, melynek tagjaként 2000-ben és 2019-ben megnyerte az AFC-bajnokok ligáját és nyolc bajnoki címet szerzett.

### A válogatottban
2000 és 2018 között 118 alkalommal játszott a szaúd-arábiai válogatottban és 19 gólt szerzett. Részt vett a 2002-es és a 2006-os világbajnokságon, illetve a 2000-es, a 2004-es és a 2011-es Ázsia-kupán.

## Sikerei, díjai
El-Hilál
- Szaúd-arábiai bajnok (8): 1997–98, 2001–02, 2004–05, 2007–08, 2009–10, 2010–11, 2016–17, 2017–18
- AFC-bajnokok ligája győztes (2): 1999–00, 2019
- Kupagyőztesek Ázsia-kupája győztes (1): 2001–02
- Ázsiai labdarúgó-szuperkupa győztes (1): 2000

Szaúd-Arábia
- Ázsia-kupa döntős (1): 2000